# Robert Ettenreich
Robert Ettenreich (* 1. November 1890 in Wien als Robert Ritter von Neumann-Ettenreich; † 7. Jänner 1951 ebenda) war ein österreichischer Physiker und Pionier der Radioentwicklung aus der Familie Neumann-Spallart.

## Leben und Wirken
Robert Ettenreich war der Sohn des Richters am Verfassungsgerichtshof Robert von Neumann-Ettenreich (1857–1926) sowie ein Urenkel von Josef Ettenreich. Der ursprüngliche Familienname wurde im Jahr 1919 durch die niederösterreichische Landesregierung geändert.
Ettenreich besuchte zuerst das Stiftsgymnasium Kremsmünster und studierte anschließend Mathematik und Physik an der Universität Wien. Bereits im vierten Semester wurde er von Ernst Lecher als Aushilfsassistent herangezogen. Nach seiner Promotion im Jahr 1913 war er bei der Übersiedlung des Instituts in die Boltzmanngasse beschäftigt. Ettenreich interessierte vor allem die Elektrizitätslehre und hier insbesondere die Hochfrequenztechnik.
Im Jahr 1914 musste er zu einem Telegraphen-Regiment einrücken. Bei diesem wurde er zum sogenannten Radio-Detachement eingeteilt und wurde dort zweiter Offizier der Feldradiostation Nr.23 an der Front in Tirol und übernahm im Herbst 1916 dessen Kommando. Er entwickelte bis zu 15 km lange Bergantennen und andere Neuerungen. Tieferen Einblick in die Verstärkerwesen erhielt er, als er 1917 als Übernahmeoffizier nach Wien versetzt wurde. Gegen Kriegsende testete er am Ortler die neuen Telefunken-Röhren. 
Nach Ende des Ersten Weltkrieges kehrte er 1918 an das I. Physikalische Institut als Assistent zurück, wo er sich weiter mit Detektoren beschäftigte. Von 1919 bis 1921 war er auch Leiter der Versuchsanstalt am Technologischen Gewerbemuseums (TGM) als Nachfolger von Professor Kann und unterrichtete dort auch Physik.
Gemeinsam mit Eduard Schrack gründete er 1921 die Schrack AG. 
Ein Gesuch um Habilitierung für Physik im Jahr 1921 wurde von einer Kommission, die aus namhaften Hochschullehrern wie Lercher, Felix Ehrenhaft, Gustav Jäger, Stefan Meyer, Hans Thirring, Rudolf Wegscheider, Karl Luick bestand, positiv beantwortet, sodass er von der Philosophischen Fakultät die Venia legendi erhielt.
Von 1922 bis 1951 war Ettenreich Dozent an der Universität Wien. Ebenso an der Wiener Technischen Hochschule war er als Dozent von 1927 bis 1951 tätig. Von der Universität Wien erhielt er 1936 den Titel Extraordinarius. Bei Schrack wurde er Vorstandsmitglied und leitete die Patent- und Entwicklungsabteilung.
Im Jahr 1938 wurde Ettenreich wegen seiner politischen Haltung die Lehrberechtigung entzogen, erhielt sie aber nach dem Krieg wieder. Er übernahm in Holland, nachdem Schrack auch zu Philips gehörte, deren wissenschaftliche und Patentrechtliche Beratung. Er war aber auch beteiligt, dass Schrack den Krieg überstand.
Nach dem Krieg begann Ettenreich zwar die Vorlesungstätigkeit wieder, die aber durch fortschreitende Krankheit beeinträchtigt wurde. 1949 machte er sich als Patentanwalt selbständig.
Er war verheiratet mit Elisabeth (Liesi) geb. Engelhart, Tochter des bekannten Wiener Malers, Bildhauers und Mitbegründers der Secession Josef Engelhart. Eine Verwandte war die Lehrerin und Politikerin Nora Hiltl.